# Cepheus lobatus
Cepheus lobatus är en kvalsterart som beskrevs av Mihelcic 1953. Cepheus lobatus ingår i släktet Cepheus och familjen Cepheidae. Inga underarter finns listade i Catalogue of Life.